# 黑尔米希·奥托
黑尔米希·奥托（匈牙利語：Hellmich Ottó，1874年4月6日—1937年7月4日），生于布达佩斯，匈牙利前男子竞技体操运动员。他曾获得1912年夏季奥运会体操比赛男子团体全能银牌。他于1937年在布达佩斯去世。